# 오버 더 호라이즌 (소설)
《오버 더 호라이즌》은 대한민국의 판타지 소설가인 이영도의 단편소설이다.

## 줄거리
티르 스트라이크라는 칼 잘쓰는 보안관 조수가 온갖 종족이 공존하는 동네의 치안 유지를 위해 눈물겨운 노력을 벌이는 단편들을 모은 '오버 더' 시리즈와, 핸드레이크와 그의 제자 솔로처가 벌이는 '어느 실험실의 풍경'을 모은 것이다.

## 등장 인물
티르 스트라이크':스트라이크 보안관보'라는 정식 명칭으로 불린 기억이 까마득하지만, 어쨌거나 보안관보. 전직 제국군 12군단 검술 사범으로 그 위명을 날렸으나, 여자 친구를 위해 군수품 빼돌리다가 적발 되어 불명예 제대 하고 북쪽으로 와서 보안관보 노릇이나 하고 있다. 그렇지만 그 실력만큼은 녹록치 않아 '오버 더 호라이즌'에서는 웨어 울프 지데를 단칼에 날려버리고, '오버 더 미스트'에서는 트롤인 핏골을 박살 낸다. 이파리 보안관에게서 '세상을 굴러가게 하느라 공사다망하다'는 소리를 듣기도 한다. 수편에 조예가 깊다.
이파리 하드투스:보안관. 오크라는 것이 믿기지 않을 정도로 가끔 가다 아주 심도 깊은 한마디를 툭툭 내뱉곤 한다. 보안관인 자신보다 보안관보인 티르의 검술 실력이 훨씬 뛰어나다는 사실에 대해서 아무런 감흥도 느끼지 못하는 대범한 보안관. 얼마나 대범하느냐 하면, 타종족에게는 절대 알려주지 않으며 안 사람은 죽인다고까지 전해지는 '오크 경전'의 내용을 서슴지 않고 읊어 주기까지 해, 티르를 경악시킨다.